# ГАЕС Чхонпхьон
ГАЕС Чхонпхьон (кор. 청평) — гідроакумулювальна електростанція в Південній Кореї.
Ще з часів японської окупації на Пукхангані (правий витік річки Хан, яка протікає через Сеул та впадає до Жовтого моря) працювала ГЕС Cheongpyeong, для якої звели бетонну гравітаційну греблею висотою 31 метр та довжиною 407 метрів. Вона потребувала 250 тис. м3 матеріалу та утворила велике водосховище з корисним об'ємом 82,6 млн м3, що забезпечується коливанням рівня поверхні в операційному режимі між позначками 46 та 51 метр НРМ. В 1970-х роках його вирішили задіяти як нижній резервуар гідроакумулювальної станції, необхідної для збалансування енергосистеми країни.
Верхній резервуар утворили на висотах правобережжя Пукханган за 3 км від річки. Тут звели кам'яно-накидну греблю із земляним ядром висотою 62 метри та довжиною 290 метрів, котра утримує 2,68 млн м3 води.
Введений в експлуатацію 1980 року підземний машинний зал розташований на глибині 350 метрів та обладнаний двома оборотними турбінами типу Френсіс потужністю по 200 МВт, розрахованими на використання чистого напору в 473 метри.